# Anna Geislerová
Anna „Aňa“ Geislerová (* 17. dubna 1976 Praha) je česká filmová herečka, spisovatelka a modelka, která obdržela tři České lvy pro nejlepší herečku v hlavní roli a další dva pro nejlepší herečku ve vedlejší roli. Jejími sestrami jsou herečka Ester Geislerová a výtvarnice a zpěvačka Lenka Geislerová.

## Život
Annina matka Věra Geislerová je akademická malířka a otec Petr Geisler byl japanolog, syn herečky Růženy Lysenkové. V patnácti letech se Aňa vydala do Milána, kde se snažila stát modelkou, po několika měsících bloudění po městě se vrátila. Po dokončení základní školy studovala dva roky konzervatoř Jaroslava Ježka v Praze, ale nedokončila ji.
V prosinci 2003 se provdala za divadelního režiséra Zdeňka Janáčka. V roce 2004 mu porodila syna Bruna Fidelia Janáčka, v roce 2007 dceru Stellu Ginger. V roce 2013 se narodil syn Max.
V roce 2009 zemřel otec Geislerové, Petr Geisler, na cirhózu jater ve věku 60 let. O čtyři roky později zemřela i jeho matka a babička Růžena Lysenková ve věku 94 let.

## Kariéra
Kariéru řádně odstartovala v roce 1991, kdy dostala vůbec svou první filmovou roli v komedii Pějme píseň dohola od režiséra Ondřeje Trojana. Ještě ve stejném roce ji obsadil i režisér Filip Renč do hlavní role snímku Requiem pro panenku, který ji rychle dostal do povědomí českých diváků i kritiků.
Následovaly mnohé úspěšné filmové role, které Anně vynesly pět Českých lvů, nejvíce ze všech hereček. Zvítězila za snímky Návrat idiota, Želary, Štěstí, Kráska v nesnázích a Nevinnost, k nimž přidala ještě šest neproměněných nominací. Za snímek Nevinnost byla oceněna zároveň i Cenou české filmové kritiky.
Svou nejvýraznější televizní roli získala v romantickém seriálu Až po uši v roce 2014 pod režisérskou taktovkou Jana Hřebejka. Ten vznikal pod televizní stanicí HBO Europe a v roce 2017 získal druhou řadu, kde si Geislerová svou roli Šárky zopakovala.
V roce 2015 vydala soubor fejetonů P.S., kterými v předešlých pěti letech přispívala do časopisu ELLE. O návrh obálky a kresby uvnitř se postarala její sestra Lenka "Lela" Geislerová. S touto knihou zvítězila v cenách Magnesia Litera v roce 2016 v kategorii Kosmas cena čtenářů.
V roce 2016 se dostala do zámoří v dosud své největší zahraniční roli, a to Lenky Fafkové v koprodukčním filmu Anthropoid po boku Jamieho Dornana a Cilliana Murphyho. Snímek natočil režisér Sean Ellis a pojednával o atentátu na Reinharda Heydricha.
V roce 2018 načetla audioknihu Špalíček pohádek a říkadel (vydala Audiotéka).

## Filmografie

### Film
| Rok           | Název                        | Role                 | Poznámka                                                       |
| ------------- | ---------------------------- | -------------------- | -------------------------------------------------------------- |
| 1989          | Dobří holubi se vracejí      |                      | [ 7 ]                                                          |
| 1990          | Pějme píseň dohola           | Tráva                |                                                                |
| 1991          | Requiem pro panenku          | Marika               |                                                                |
| 1993          | Šakalí léta                  | Bejbina (pouze hlas) | neuvedena v titulcích                                          |
| 1994          | Jízda                        | Anna                 | nominace na Českého lva                                        |
| 1995          | Válka barev                  | Viktorka             |                                                                |
| 1996          | Jakub a Veronika             | Veronika             | studentský film                                                |
| 1997          | Bílá hora                    |                      | studentský film                                                |
| 1997          | Výchova dívek v Čechách      | Beáta                |                                                                |
| 1998          | Křehké touhy                 | dcera                | studentský film                                                |
| 1999          | Kuře melancholik             | matka                |                                                                |
| 1999          | Návrat idiota                | Anna                 | výhra Českého lva                                              |
| 1999          | Praha očima...               | žena za výlohou      |                                                                |
| 2000          | Bazén                        | Catherine            |                                                                |
| 2000          | England!                     | Maria                |                                                                |
| 2000          | Kytice                       | Dornička / Hata      |                                                                |
| 2000          | Vražedná přehlídka           |                      |                                                                |
| 2001          | Divoké včely                 |                      | archivní záběry                                                |
| 2001          | Okénka                       |                      | krátkometrážní film                                            |
| 2002          | Bratři                       |                      |                                                                |
| 2002          | The Visitor                  | Izabela              | studentský film                                                |
| 2002          | Výlet                        | dívka v autě         |                                                                |
| 2003          | Želary                       | Eliška / Hana        | výhra Českého lva                                              |
| 2005          | Anděl Páně                   | svatá Anna           |                                                                |
| 2005          | Sklapni a zastřel mě         | Líba Zemanová        |                                                                |
| 2005          | Šílení                       | Charlota             | výhra Slnka v sieti                                            |
| 2005          | Štěstí                       | Dáša                 | výhra Českého lva výhra na San Sebastián IFF                   |
| 2006          | Kráska v nesnázích           | Marcela Cmolíková    | výhra Českého lva                                              |
| 2007          | Medvídek                     | Anna                 | nominace na Českého lva                                        |
| 2008          | O sexu                       | (pouze hlas)         | krátkometrážní film                                            |
| 2008          | Smutek paní Šnajderové       | paní Šnajderová      |                                                                |
| 2009          | Hel                          | Hanka                |                                                                |
| 2009          | Případ nevěrné Kláry         | profesorka Smidtová  |                                                                |
| 2010          | Občanský průkaz              | Petrova matka        | nominace na Českého lva nominace na Ceny české filmové kritiky |
| 2011          | Hráči                        |                      | krátkometrážní film                                            |
| 2011          | Největší z Čechů             |                      |                                                                |
| 2011          | Nevinnost                    | Lída                 | výhra Českého lva výhra Ceny české filmové kritiky             |
| 2012          | Čtyři slunce                 | Jana                 | nominace na Českého lva nominace na Ceny české filmové kritiky |
| 2012          | Vrásky z lásky               | Táňa                 |                                                                |
| 2013          | Líbánky                      | Tereza               | nominace na Českého lva                                        |
| 2014          | Fair Play                    | Irena                | nominace na Českého lva                                        |
| 2014          | Pohádkář                     | Dana                 |                                                                |
| 2016          | Anthropoid                   | Lenka Fafková        |                                                                |
| 2016          | Pohádky pro Emu              | Marie Urbanová       |                                                                |
| 2016          | Polednice                    | Eliška / Polednice   |                                                                |
| 2017          | Milada                       | Ludmila Brožová      |                                                                |
| 2017          | Zahradnictví: Rodinný přítel | Vilma                |                                                                |
| 2017          | Zahradnictví: Dezertér       | Vilma                |                                                                |
| 2017          | Zahradnictví: Nápadník       | Vilma                |                                                                |
| 2018          | The Catcher Was a Spy        | Rathe                |                                                                |
| 2019          | Amnestie                     | Kelemenová           |                                                                |
| 2020          | Havel                        | Olga Havlová         |                                                                |
| 2022          | Prezidentka                  | Kateřina Čechová     |                                                                |
| 2023          | Služka                       | Kristina             |                                                                |
| bude oznámeno | The Knife Thrower            | Magda Frýbová        |                                                                |

### Televize
| Rok       | Název                                                          | Role                 | Poznámka                                                         |
| --------- | -------------------------------------------------------------- | -------------------- | ---------------------------------------------------------------- |
| 1992      | Přítelkyně z domu smutku                                       | Líba                 | 2 díly                                                           |
| 1992      | Princezna Fantaghiró 2                                         | královna elfů        | TV film                                                          |
| 1993      | Princezna Fantaghiró 3                                         | královna elfů        | TV film                                                          |
| 1993      | Il giovane Mussolini                                           | Eleonora             | TV film                                                          |
| 1994      | Prima sezóna                                                   | Irena                | 5 dílů                                                           |
| 1994      | Bruin goud                                                     |                      | TV film                                                          |
| 1996      | Tichý úkryt                                                    | Danuta               | TV film                                                          |
| 1998      | Za zdí                                                         |                      | TV film                                                          |
| 2000      | Společnice                                                     |                      | TV film                                                          |
| 2000      | Geisterjäger John Sinclair                                     | Anja Kramer          | 1 díl („Der Sensenmann als Hochzeitsgast“) neuvedena v titulcích |
| 2001      | Pravdivý příběh Antonie Pařízkové, lehké holky s dobrým srdcem | Antonie Pařízková    | TV film                                                          |
| 2001      | Hříšná holka                                                   |                      | TV film                                                          |
| 2004      | Der Elefant: Mord verjährt nie                                 | Ildiko Sutter        | 1 díl („Frau Sandmanns Glück“)                                   |
| 2006      | Krásný čas                                                     | Radka                | TV film                                                          |
| 2006–2007 | Letiště                                                        | Lenka Couralová      | 19 dílů                                                          |
| 2008      | Soukromé pasti                                                 | Helena Šafářová      | 1 díl („Malý terorista“)                                         |
| 2008      | Divnovlásky                                                    |                      | TV film                                                          |
| 2009      | Ďáblova lest                                                   | Lenka Šímová         | 3 díly                                                           |
| 2009–2011 | Nikdy neříkej nikdy                                            | Monika Kubíčková     | 22 dílů                                                          |
| 2011      | Terapie                                                        | Jana                 | 8 dílů                                                           |
| 2012      | Deckname Luna                                                  | ruská špionka        | 1 díl                                                            |
| 2012      | Ztracená brána                                                 | Lenka Šímová         | 3 díly                                                           |
| 2014      | Nevinné lži                                                    | Eva                  | 1 díl („Pod hladinou“)                                           |
| 2014–2018 | Až po uši                                                      | Šárka                | 23 dílů                                                          |
| 2016      | Já, Mattoni                                                    | Marie Löschnerová    | 7 dílů                                                           |
| 2018      | Princip slasti                                                 | Daniela Hegerová     | [ 10 ]                                                           |
| 2018      | Tátové na tahu                                                 | Mgr. Gábina Knoppová |                                                                  |
| 2019      | Bez vědomí                                                     | členka komise        |                                                                  |
| 2020      | O vánoční hvězdě                                               | Proxima              | televizní film                                                   |
| 2021      | Božena                                                         | Božena Němcová       | 2 díly                                                           |
| 2021      | Anatomie života                                                | dr. Marta Dostálová  |                                                                  |

### Videoklipy
- Hraje ústřední roli ve videoklipu k písni Boba Sinclara I Feel For You.
- Madona ve videoklipu k písni Roba Grigorova Ona je Madona

## Ocenění
| Rok  | Film               | Cena                       | Kategorie                           | Výsledek |
| ---- | ------------------ | -------------------------- | ----------------------------------- | -------- |
| 1994 | Jízda              | Český lev                  | Hlavní herečka                      | nominace |
| 1999 | Návrat idiota      | Český lev                  | Vedlejší herečka                    | výhra    |
| 2003 | Želary             | Český lev                  | Hlavní herečka                      | výhra    |
| 2005 | Štěstí             | Český lev                  | Vedlejší herečka                    | výhra    |
| 2005 | Štěstí             | San Sebastián IFF          | Stříbrná mušle pro nejlepší herečku | výhra    |
| 2006 | Kráska v nesnázích | Český lev                  | Hlavní herečka                      | výhra    |
| 2006 | Šílení             | Slnko v sieti              | Nejlepší herečka                    | výhra    |
| 2007 | Medvídek           | Český lev                  | Vedlejší herečka                    | nominace |
| 2010 | Občanský průkaz    | Český lev                  | Hlavní herečka                      | nominace |
| 2010 | Občanský průkaz    | Ceny české filmové kritiky | Hlavní herečka                      | nominace |
| 2011 | Nevinnost          | Český lev                  | Hlavní herečka                      | výhra    |
| 2011 | Nevinnost          | Ceny české filmové kritiky | Hlavní herečka                      | výhra    |
| 2012 | Čtyři slunce       | Český lev                  | Hlavní herečka                      | nominace |
| 2012 | Čtyři slunce       | Ceny české filmové kritiky | Hlavní herečka                      | nominace |
| 2013 | Líbánky            | Český lev                  | Hlavní herečka                      | nominace |
| 2014 | Fair Play          | Český lev                  | Vedlejší herečka                    | nominace |